# اینیاکی بولاوین
اینیاکی بولاوین (انگلیسی: Iñaki Bollaín؛ زادهٔ ۵ اکتبر ۱۹۷۴) بازیکن فوتبال اهل اسپانیا است.
از باشگاه‌هایی که در آن بازی کرده‌است می‌توان به باشگاه فوتبال گرانادا، باشگاه فوتبال راسینگ سانتاندر، و باشگاه فوتبال لوانته اشاره کرد.